# Distretto di Chau Duc
Il distretto di Chau Duc (vietnamita: Châu Đức) è un distretto (huyện) del Vietnam che nel 2019 contava 143.859 abitanti.
Occupa una superficie di 421 km² nella provincia di Ba Ria-Vung Tau. Ha come capitale Ngai Giao.